# 피에트랄룬가
피에트랄룬가(이탈리아어: Pietralunga)는 이탈리아 움브리아주 페루자도에 있는 코무네다. 페루자에서 북쪽으로 35km 거리에 있다.